# Toyohaïta
La toyohaïta és un mineral de la classe dels sulfurs, que pertany al grup de la carrol·lita. Rep el nom de la mina Toyoha, al Japó, la seva localitat tipus.

## Característiques
La toyohaïta és un sulfur de fórmula química Ag1+(Fe2+0.5Sn4+1.5)S₄. Va ser aprovada com a espècie vàlida per l'Associació Mineralògica Internacional l'any 1989, sent publicada per primera vegada el 1991. Cristal·litza en el sistema tetragonal. La seva duresa a l'escala de Mohs és 4.
Segons la classificació de Nickel-Strunz, la toyohaïta pertany a «02.D - Sulfurs metàl·lics, amb proporció M:S = 3:4» juntament amb els següents minerals: bornhardtita, carrol·lita, cuproiridsita, cuprorhodsita, daubreelita, fletcherita, florensovita, greigita, indita, kalininita, linneïta, malanita, polidimita, siegenita, trüstedtita, tyrrel·lita, violarita, xingzhongita, ferrorhodsita, cadmoindita, cuprokalininita, rodoestannita, brezinaïta, heideïta, inaglyita, konderita i kingstonita.
L'exemplar que va servir per a determinar l'espècie, el que es coneix com a material tipus, es troba conservat al Museu Geològic del Japó.

## Formació i jaciments
Va ser descoberta a la mina Toyoha, situada al districte de Minami-ku, a Sapporo (Hokkaidō, Japó). També ha estat descrita al dipòsit d'argent i estany de Pirquitas i al Cerro Salle, tots dos indrets al departament de Rinconada, a la província de Jujuy (Argentina). Aquests tres indrets són els únics de tot el planeta on ha estat descrita aquesta espècie mineral.